# Stadio Francisco Stédile
Lo stadio Francisco Stédile (in portoghese Estádio Francisco Stédile), noto anche come Centenário, è un impianto sportivo di Caxias do Sul, nello stato brasiliano del Rio Grande do Sul. Ospita le partite interne del Caxias do Sul. Il soprannome Centenario fa riferimento al centenario dell'immigrazione italiana nel Rio Grande do Sul.

## Storia
Fu inaugurato il 12 settembre 1976 con la partita di campionato Caxias-Internacional di Porto Alegre terminata 2-1 in favore dei padroni di casa.